# 超平和万博
超平和万博（ちょうへいわばんぱく）は、吉本興業東京本社に所属していた日本のお笑いコンビ。2022年7月31日結成。2024年8月8日解散。

## メンバー
和田 ランダマイザ（わだ ランダマイザ、1991年6月25日 - ）（34歳）
ツッコミ（ネタによってはボケ）担当、立ち位置は向かって左。
- 新潟県魚沼市出身。
- 國學院大学卒業。
- 身長176cm、体重73kg、血液型B型。
- 本名：和田 尭之（わだ たかゆき）
- 旧芸名：和田 僥倖（わだ ぎょうこう）
- NSC東京校21期出身。
- 趣味は筋トレ、サバゲー、ウマ娘、なろう小説、バイク。ゲーマーで、特に真・女神転生が好き。
- 特技はゴミ収集、キモイパ（キモいボイスパーカッション）。
- わな狩猟免許を所持している。
- かつては同期のかつやま（ド桜）とのコンビ「衝撃デリバリー」として活動していた。

たくみ（1990年8月14日 - ）（34歳）
ボケ（ネタによってはツッコミ）担当。立ち位置は向かって右。
- 千葉県船橋市出身。
- 日本大学法学部卒業。日本大学経商法落語研究会出身。
- 身長168cm、体重68kg、血液型A型。
- 本名：鈴木 拓充（すずき たくみ）
- NSC東京校20期出身。
- 趣味はカードゲーム、将棋、ポケモン。
- 特技は手動の照明。新宿のストリップ劇場で照明のバイトをしている。
- 2008年のM-1グランプリ準決勝に出ていた囲碁将棋に憧れて芸人になった。
- かつては中山和洋（現・みんな愛してるズ）とのコンビ「オーロラ北極点」、太朗（太鵬）とのコンビ「ナミダバシ」として活動していた。

## 来歴
たくみは2021年12月、和田は2022年4月に組んでいたコンビを解散。和田の解散が決まった頃二人で会い、和田が「色んな人と試しに（ライブに）出ようかと思ってます」「たくみさんも試しにやります？」と誘ったところ、たくみは試しで組むことに難色を示す。後日たくみから和田に「（コンビを）やりましょう」と連絡があり会うと、たくみが「『和田くんとやるかもしれない』と井下さん（元・井下好井）に話したら、オートバックスの配信で話されてしまった」と告げ、そのまま正式にコンビ結成を決める。
2022年10月1日「Jimbochoサバイバルバトル」の結果を受け、神保町よしもと漫才劇場所属メンバーとなる。
2023年、第2回 お笑いゲームネタNo.1決定戦 ゲームネタグランプリに出場。「セガが天下とってたら」をお題にした漫才で予選を通過。決勝戦では「3大RPGは？」をお題に『ドラゴンクエスト』、『ファイナルファンタジー』につづいて、『テイルズ』、『真・女神転生』のどちらを加えるかについて口論する漫才を披露。無尽蔵、ものまね三銃士、シューマッハを退けて優勝し、賞金100万円を手にした。
2024年8月をもって解散。

## 出囃子
- T.Rex 「20th Century Boy」
- コブクロ 「この地球の続きを」

## 賞レースでの戦績

### M-1グランプリ
| 年度（回）       | 結果      | エントリー No. | 会場                   | 日時     |
| ---------------- | --------- | -------------- | ---------------------- | -------- |
| 2022年（第18回） | 2回戦進出 | 659            | 雷5656会館ときわホール | 10月14日 |
| 2023年（第19回） | 3回戦進出 | 787            | KANDA SQUARE HALL      | 11月7日  |

### キングオブコント
- 2023年 キングオブコント2023 - 1回戦敗退[19]

### その他
- 2023年 第2回お笑いゲームネタNo.1決定戦 ゲームネタグランプリ - 優勝[7]